# West Melton
West Melton – wieś w Anglii, w hrabstwie ceremonialnym South Yorkshire, w dystrykcie metropolitalnym Rotherham. Leży 15 km na północny wschód od miasta Sheffield i 237 km na północ od Londynu. Miejscowość liczy 3007 mieszkańców.